# Димитър Илков
Димитър Николов Илков е български географ и учител.

## Биография
Роден е през 1868 г. в Трявна. През 1899 г. завършва география в Хале, Германия. В периода 1899 – 1904 г. е преподавател по география в Първа мъжка гимназия в София, а след това, до 1920 г., преподава в Кадетската гимназия при Военното училище. Работи като картограф към Военно-географския институт в София.
Личният му архив се съхранява във фонд 1569К в Централен държавен архив. Той се състои от 119 архивни единици от периода 1849 – 1952 г.